# 湖北省孝感高级中学
湖北省孝感高级中学，简称孝感高中或孝高，是湖北省18所省级重点中学之一，也是湖北省八校联考最初的三所发起学校（华中师范大学第一附属中学，湖北省孝感高级中学，湖北省黄冈中学）之一。位于湖北省孝感市交通大道特1号。2018年，孝感高中原高三教学区划出，成立孝感奥美高级中学。

## 学校历史
- 1946年，湖北省孝感高级中学成立。
- 1949年--1966年，孝感高中恢复调整。
- 1966年--1978年，孝感高中因为文革停办。
- 1978年--1987年，孝感高中迁址后湖之滨,恢复重建。
- 1987年--1996年，孝感高中全面改革。
- 1998年被湖北省政府教育督导室评为"省级示范学校"
- 2002年9月，孝感高中整体搬迁到孝感市交通西路。

## 争议
自2018年10月起，孝感高中开始进行所谓“衡水化改革”，此次教学改革带来了较大的负面影响，遭到了诸多方面的反对。但校方并未对此做出正面回应。